# 玫瑰湖
玫瑰湖（法語：Lac Rose），又名瑞特巴湖（英語：Lake Retba）或粉紅湖（法語的除了可解作「玫瑰」，也可解作「粉紅色」），是一个面积只有3平方公里的鹹水湖。它位于西非塞內加爾首都達喀爾東北35公里的佛得角半島北部，是塞内加尔著名的自然景观。因为湖内生长的嗜盐微生物（當中以杜氏鹽藻為主）作用，每年的12月至1月天氣較乾時，湖水呈现粉红色，因而得名玫瑰湖。其实随着季节的变化，湖水的颜色会从淡绿到深红之间变化。

## 地理特徵
玫瑰湖本身是一個潟湖，四周被沙丘包圍，距大西洋只是幾公尺的距離。由於氣候關係，乾燥的風令潟湖內湖水的鹽份和紅色色素只會增加，不會減少。

## 采盐业與旅遊業
由于湖水深度只有一米左右，但含鹽量高達每公升380克，與死海相約，就算不懂游泳亦可在湖上浮起，成為遊客愛到之處。此外，住在湖附近的居民亦大多因利乘便以手工采盐为生。採鹽工每天工作六至七小時，为了在浓度高達40%的盐水中工作时保护皮肤，采盐人用乳木果的油脂涂满全身。然后使用长矛捣碎湖底的盐结晶，用篮子捞起盐粒，沥水晒干的方式制盐。
玫瑰湖就是達喀爾汽車拉力賽的終點站。另外，在美國電視節目《奪寶奇Show》第六季的賽事裡，參賽者其中一項任務，就是要用傳統的採鹽方式從湖底採鹽。

## 图集

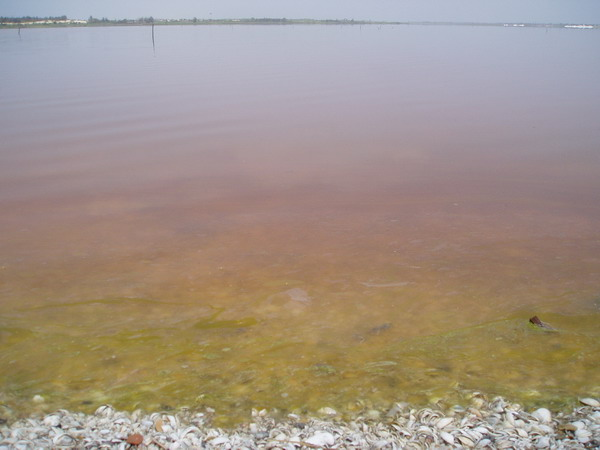
呈粉紅色的湖水
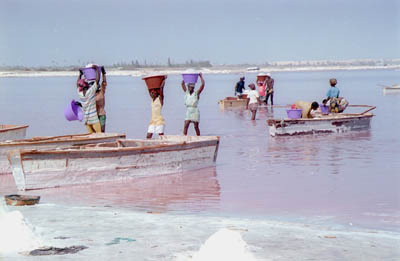
湖上的採鹽船
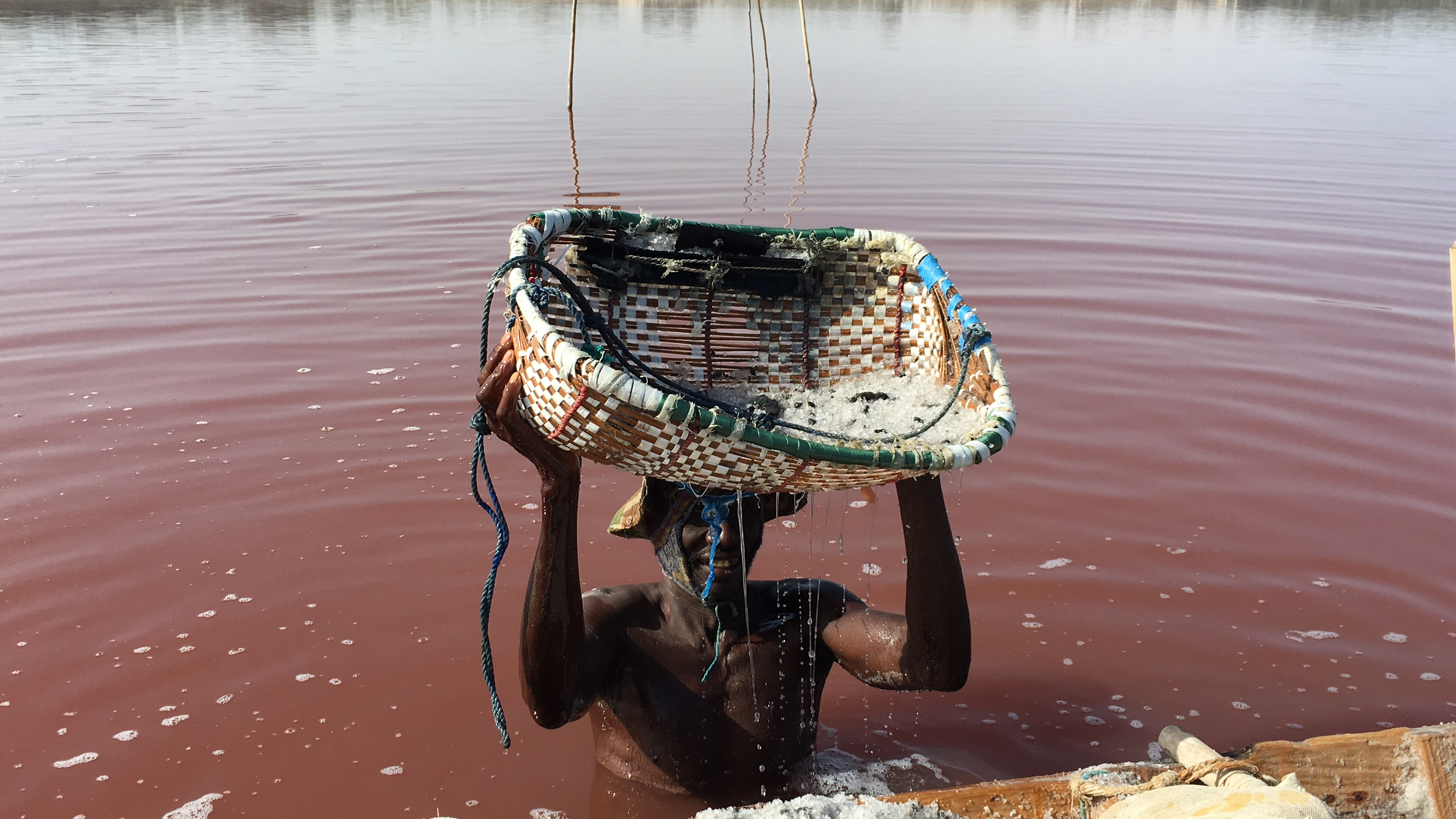
工人从湖中采盐

### 文内引用
1. 1 2 3 4 5 6  . 台灣蘋果日報. 2012-06-06  [2012-06-06]. （原始内容存档于2012-06-07） （中文（繁體））.
2. ↑  . UNESCO World Heritage Centre. 2005-11-18  [2010-11-08]. （原始内容存档于2010-12-03） （法语）.

### 补充来源
- 中国国家地理 (中国大陆: 《中国国家地理》杂志社). 2011年3月. ISSN 1009-6337 （中文（中国大陆））. 缺少或|title=为空 (帮助)[页码请求]